# نبرد شیرای‌کاوارا
نبرد شیرای‌کاوارا (به ژاپنی: 白井河原の戦い) یکی از نبردها در دوره سنگوکو بود. آراکی موراشیگه یکی از ملازم خاندان ایکدا به منظور گسترش قدرت خود در ولایت ستسو این نبرد را موجب شد.  